# Porta Sant'Anna (Lucca)
Porta Sant'Anna, ufficialmente porta Vittorio Emanuele, è una delle porte delle mura di Lucca. È comunemente chiamata dai lucchesi porta o "buco" di Sant'Anna, dal nome della chiesa di Sant'Anna situata in corrispondenza della porta subito fuori delle mura.

## Storia e descrizione
Fu aperta nel 1910 per rendere più agevole il traffico in uscita ed entrata nella parte ovest della città, in quanto porta San Donato, aperta nel XVII secolo era, per ragioni difensive, non abbastanza comoda per le esigenze del traffico motorizzato.
Fu decisa così l'apertura di una nuova porta a due fornici in asse con l'ampliata via Vittorio Emanuele, che doveva rimpiazzare via di San Paolino come principale direttrice ovest.
Per non modificare troppo la veduta del Baluardo San Donato, che sorgeva vicino, si decise saggiamente di rinunciare a qualsiasi sovrastruttura, aprendo semplicemente i due valichi carreggiabili (affiancati da due valichi pedonali) al di sotto del toro che separa la scarpa dal parapetto delle mura, lasciando intatta la continuità del profilo della cortina. Al centro della porta, fra i due valichi centrali, venne posto uno stemma urbico marmoreo. le archeggiature che suddividono il vano ricavato nello spessore delle mura sono in mattone a vista.
Dal 1911 al 1938 la porta fu regolarmente attraversata dalle corse tranviarie della linea Lucca-Ponte S. Pietro-Maggiano, che percorreva la via Sarzanese servendo il rione sant'Anna.